# Osselle
Osselle – miejscowość i dawna gmina we Francji, w regionie Burgundia-Franche-Comté, w departamencie Doubs. W dniu 1 stycznia 2016 roku z połączenia dwóch ówczesnych gmin – Osselle oraz Routelle – utworzono nową gminę Osselle-Routelle. Siedzibą gminy została miejscowość Osselle. W 2013 roku populacja Osselle wynosiła 441 mieszkańców. 